# Aerolíneas-Argentinas-Flug 644
Aerolíneas-Argentinas-Flug 644 (Flugnummer: AR644) war ein planmäßiger Inlandsflug der staatlichen Fluggesellschaft Aerolíneas Argentinas von Buenos Aires nach Comodoro Rivadavia. Am 19. Juli 1961 starben auf diesem Flug 67 Menschen an Bord einer Douglas DC-6, nachdem die Maschine aufgrund von extremen Turbulenzen im Flug auseinandergerissen worden war.
Bei dem Unfall handelt es sich um den schwersten Flugunfall in Argentinien.

## Flugzeug und Insassen
Bei der auf Flug 644 eingesetzten Maschine handelte es sich um eine Douglas DC-6, die am 15. September 1948 an die Flota Aérea Mercante Argentina (FAMA) ausgeliefert wurde, welche später in Aerolíneas Argentinas umbenannt wurde, woraufhin die Maschine im Mai 1949 entsprechend umregistriert wurde. Bei dem verunfallten Flugzeug handelte es sich um die 137. endmontierte DC-6 aus laufender Produktion, es trug die Werksnummer 43136. Das viermotorige Flugzeug war mit vier Triebwerken des Typs Pratt & Whitney R-2800-CB16 ausgestattet. Die Maschine trug das Luftfahrzeugkennzeichen LV-ADW. Zum Zeitpunkt des Unfalls hatte die Maschine eine kumulierte Betriebsleistung von 20.211 Betriebsstunden.
An Bord der DC-6 befanden sich 60 Passagiere und 7 Besatzungsmitglieder.

## Unfallhergang
Die Maschine startete um 07:31 Uhr in  Buenos Aires-Ezeiza zu einem Instrumentenflug nach Comodoro Rivadavia. Während des Steigflugs auf die Reiseflughöhe von 4800 Metern flogen die Piloten die Maschine durch Cumulonimbuswolken. Dabei geriet die Maschine in schwere Turbulenzen. Da dabei die Betriebsgrenzen der Maschine überschritten wurden, brach diese in der Folge in der Luft auseinander und stürzte bei Pardo in der Provinz Buenos Aires zu Boden.
Bei dem Aufprall auf dem Boden wurden alle 67 Menschen an Bord der Maschine getötet.

## Unfallursache
Zunächst wurde vermutet, die Maschine sei vor dem Absturz von einem Blitz getroffen worden. Als Unfallursache wurde schließlich ein Auseinanderbrechen in der Luft festgestellt. Zuerst sei die rechte Tragfläche abgebrochen, nachdem die Belastungsgrenzen, für die die Maschine ausgelegt wurde, überschritten worden waren. Dies sei dem Umstand geschuldet gewesen, dass das Flugzeug in ein Gebiet mit extrem heftigen Turbulenzen geflogen wurde.
Als Faktor, der zu dem Unfall beigetragen habe, wurde eine unzureichende Evaluation der Daten aus den Wettervorhersagen durch den Kapitän sowie die Leitstelle der Fluggesellschaft festgestellt. Dies habe dazu geführt, dass eine unangemessene Flughöhe gewählt wurde.